# Flugplatz Nabern/Teck

i7
i11
i13

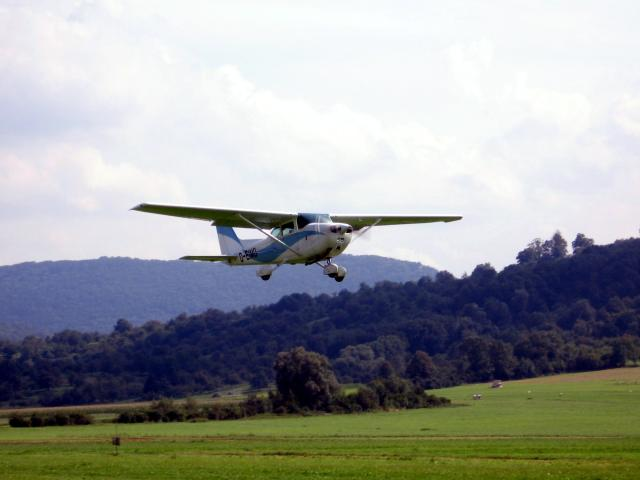
Startendes Flugzeug auf dem Flugplatz Nabern/Teck

Der Flugplatz Nabern/Teck (ICAO-Code: EDTN) ist ein Sonderlandeplatz und liegt in unmittelbarer Nähe des Ortsteils Nabern und vier Kilometer südlich von Kirchheim unter Teck. Der Platz ist für Flugzeuge mit einem Höchstabfluggewicht von bis zu 2500 kg und Hubschrauber bis 5700 kg zugelassen.
Auf dem Flugplatz ist die Flugsportgruppe Bölkow Nabern/Teck beheimatet. Die Flugsportgruppe Bölkow Nabern wurde 1968 von Mitarbeitern der damaligen Firma Bölkow Nabern gegründet.
500 Meter südwestlich befindet sich das Segelfluggelände Teck und vier Kilometer nordwestlich der Flugplatz Hahnweide.